# Amberana limbata
Amberana limbata är en insektsart som beskrevs av Victor Lallemand 1955. Amberana limbata ingår i släktet Amberana och familjen spottstritar.
Artens utbredningsområde är Madagaskar. Inga underarter finns listade i Catalogue of Life.